# Luise Rehling

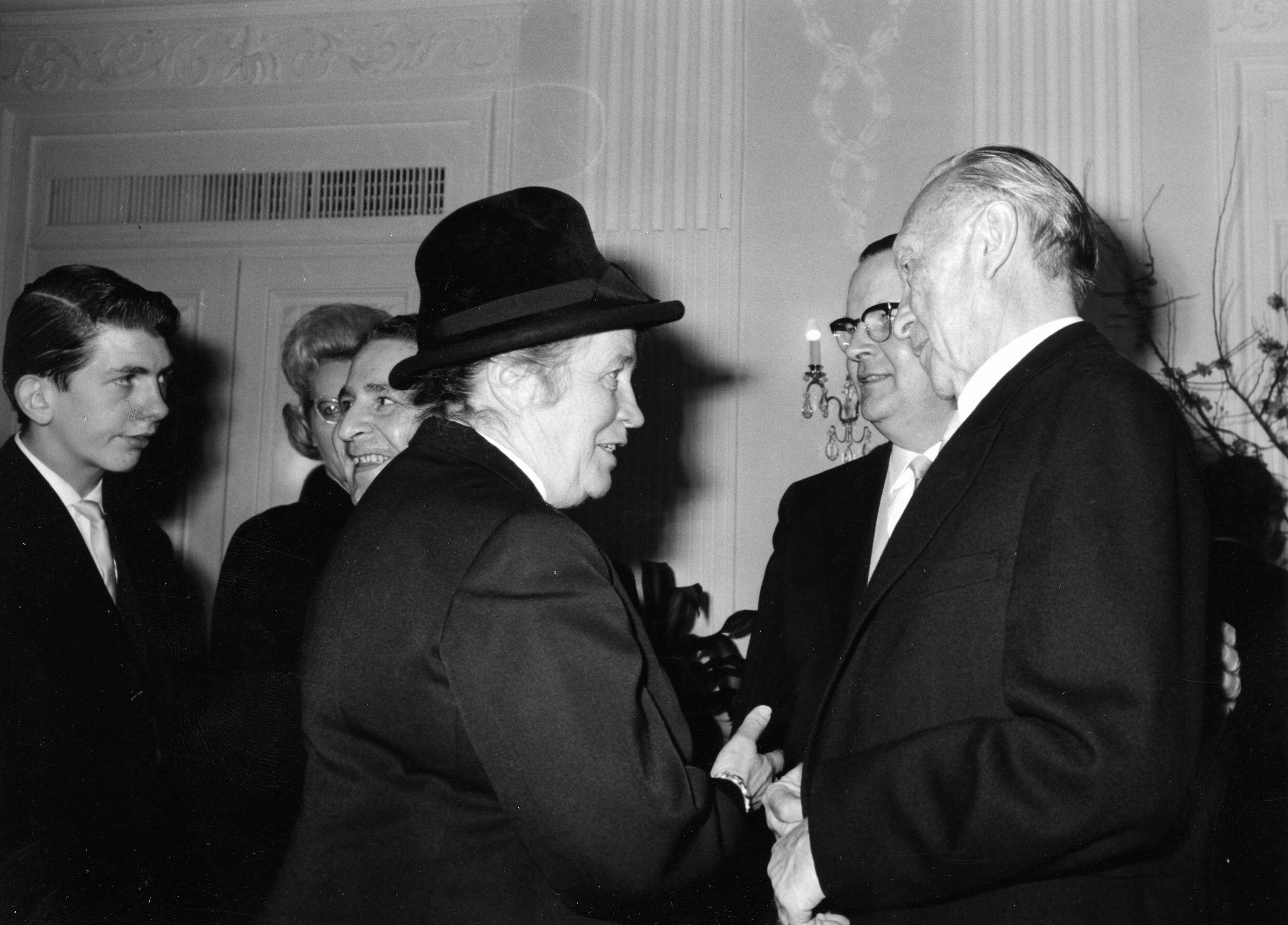
Luise Rehling gratuliert Konrad Adenauer zum 88. Geburtstag (1964)

Luise Rehling, geborene Dieckerhoff, (* 30. November 1896 in Bochum; † 29. Mai 1964 in Hagen) war eine deutsche Politikerin der CDU. Sie war von 1949 bis zu ihrem Tod Mitglied des Deutschen Bundestages.

## Leben und politische Karriere
Luise Dieckerhoff wuchs in einem evangelischen Pfarrhaushalt auf. Nach dem Abschluss am Lyzeum arbeitete sie, bedingt durch den Ersten Weltkrieg, zwei Jahre lang als Lehrerin. Ab 1919 studierte sie Geschichte, Geographie und Anglistik an den Universitäten Marburg, Bonn, München und Münster. An letzterer wurde sie 1926 bei Hermann Wätjen mit der „kritische[n] Studie zur deutschen Außenpolitik“ Deutschland–England und das Orientproblem in den neunziger Jahren, die summa cum laude bewertet wurde, zur Dr. phil. promoviert.
Im Hause von Martin Niemöller lernte sie den Pfarrer Kurt Rehling kennen, den sie 1925 heiratete. Ab 1928 wirkte sie an seiner Seite im Bahnhofsviertel in Hagen, der späteren Luther-Kirchengemeinde. Im Pfarrhaus an der Hindenburgstraße kamen ihre drei Töchter zur Welt. Wegen seiner Zugehörigkeit zur Bekennenden Kirche hatte das Ehepaar viele Konflikte mit den Nationalsozialisten. Als ihr Mann 1939 zur Wehrmacht eingezogen wurde, hielt Luise Rehling die Gemeindearbeit aufrecht.

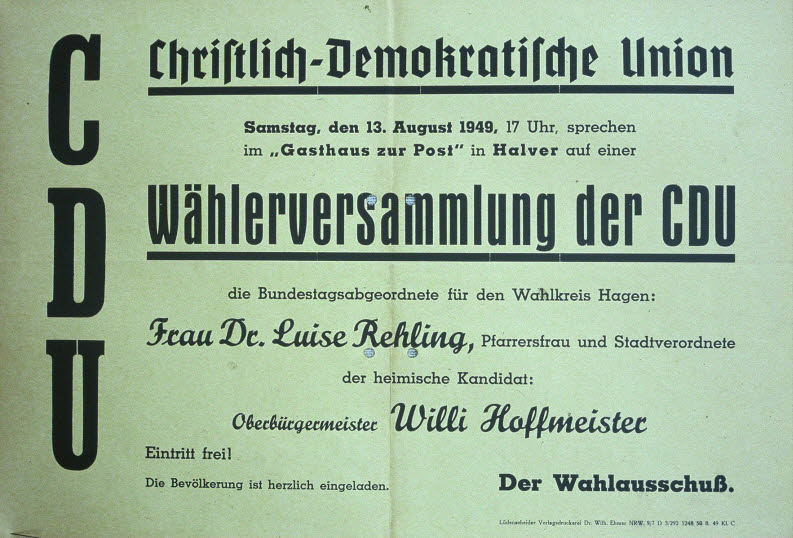
Ankündigung zu einer Wahlkampfveranstaltung zur Bundestagswahl 1949 in Hagen mit Luise Rehling und dem Kandidaten Willi Hoffmeister

1945 gehörte das Ehepaar Rehling zu den Begründern der CDU in Hagen. Luise Rehling wurde 1946 Stadtverordnete. Dem Deutschen Bundestag gehörte sie von 1949 bis zu ihrem Tod an. Bereits bei der ersten Wahl 1949, dann wieder 1953 und 1957 gewann sie das Direktmandat im Wahlkreis Hagen. 1961 zog sie über die Landesliste der CDU Nordrhein-Westfalen ins Parlament ein. Von 1950 bis 1964 war Rehling Mitglied der Parlamentarischen Versammlung des Europarates. Vom 14. April 1964 bis zu ihrem Tod war sie stellvertretende Fraktionsvorsitzende der CDU/CSU-Fraktion.
Luise Rehling starb am 29. Mai 1964 an den Folgen eines Schlaganfalls. Sie ist auf dem Rembergfriedhof in Hagen begraben.

## Ehrungen
- Die Stadt Hagen benannte eine Realschule nach Luise Rehling, nicht zuletzt, weil sie sich als Mitglied im kommunalen Schulausschuss sehr engagiert für den Aufbau der Schullandschaft in Hagen eingesetzt hatte.
- Im Jahr 2005 benannte der CDU-Kreisverband Hagen seine neue Kreisgeschäftsstelle „Luise-Rehling-Haus“.[2]
- In Köln-Neubrück wurde 1966 eine Straße nach Luise Rehling benannt.[3]

## Werke
- Die Mitarbeit der Frau im öffentlichen Leben. In: Hulda Zarnack (Hrsg.), Wir Frauen im Staat. Berlin 1953, S. 32–38.
- Euresco : Vertiefung der kulturellen Zusammenarbeit. In: Frau & Politik: Magazin der Frauen Union der CDU Deutschlands, 9. O.O. 1963, S. 13–15.